# ابراهیم بن ممشاد
ابراهیم بن ممشاد اصفهانی دارای تخلص متوکلی یا المتوکلی شاعر ایرانی عربی‌سرای روزگار عباسیان بود. وی پیرو شعوبیه بود.
ابراهیم در جی اصفهان زاده‌شد. در آغاز به دستگاه خلافت نزدیک شد و دبیر و منشی متوکل عباسی گردید و از این رو تخلص متوکلی را برگزید. از آنجا که سخنی فصیح و نوشتاری گیرا داشت به زودی کارش گرفت. با مرگ متوکل از دستگاه خلیفه‌گری کناره گرفت و به خیزش یعقوب لیث صفاری پیوست. برخی نیز آورده‌اند که در جایگاه سفیر خلیفهٔ پسین معتمد عباسی وی را به نزد یعقوب فرستاد ولی یعقوب او را پیش خود نگاه داشت. در کنار یعقوب و به سفارش او بود که متوکلی شعر نامی خود را در بالیدن به نیاکان ایرانیش و ستیز با عرب‌ها را سرود و آن را به دربار خلیفه فرستاد مطلعش چنین بود:
| انا ابن الاکارم من نسل جم |  | و حائز ارث ملوک العجم…    |
| ...                       |  |                           |
| فقل لبنی هاشم اجمعین      |  | هلموا الی الخلع قبل الندم |
| ...                       |  |                           |
| فعودوا الی ارضکم بالحجاز  |  | لاکل الضباب و رعی الغنم   |
| ...                       |  |                           |

که معنای کل شعر چنین است:
من زادهٔ بزرگان، از دودمان جم و وارث تاج و تخت عجمم. من زنده‌کنندهٔ آن عزتم که از دست رفته و روزگار کهن آثار آن را از میان برده‌است. من آشکارا کینه‌خواه آنها هستم و طالب انتقامم. اگر هر کس از حق آنان بگذرد من نخواهم گذشت. درفش کاویان همراه من‌است، که با آن بر همهٔ ملل امید سروری دارم. به بنی‌هاشم بگو پیش از آنکه پشیمان شوید به خلع خود اقدام کنید. زور و نیزه و شمشیر ما بود که شما را به دولت رسانید. پدران ما شما را صاحب دولت و سلطنت کردند. شما پاس خدمت آنها را نگاه نداشتید و شکر نعمت به جای نیاوردید. از این پس به حجاز سرزمین اصلی خود برگردید و به خوردن سوسمار و چراندن گوسفند بپردازید. به زودی به زور تیغ و نوک خامه بر تخت پادشاهان خواهم نشست.